# 1313 w polityce

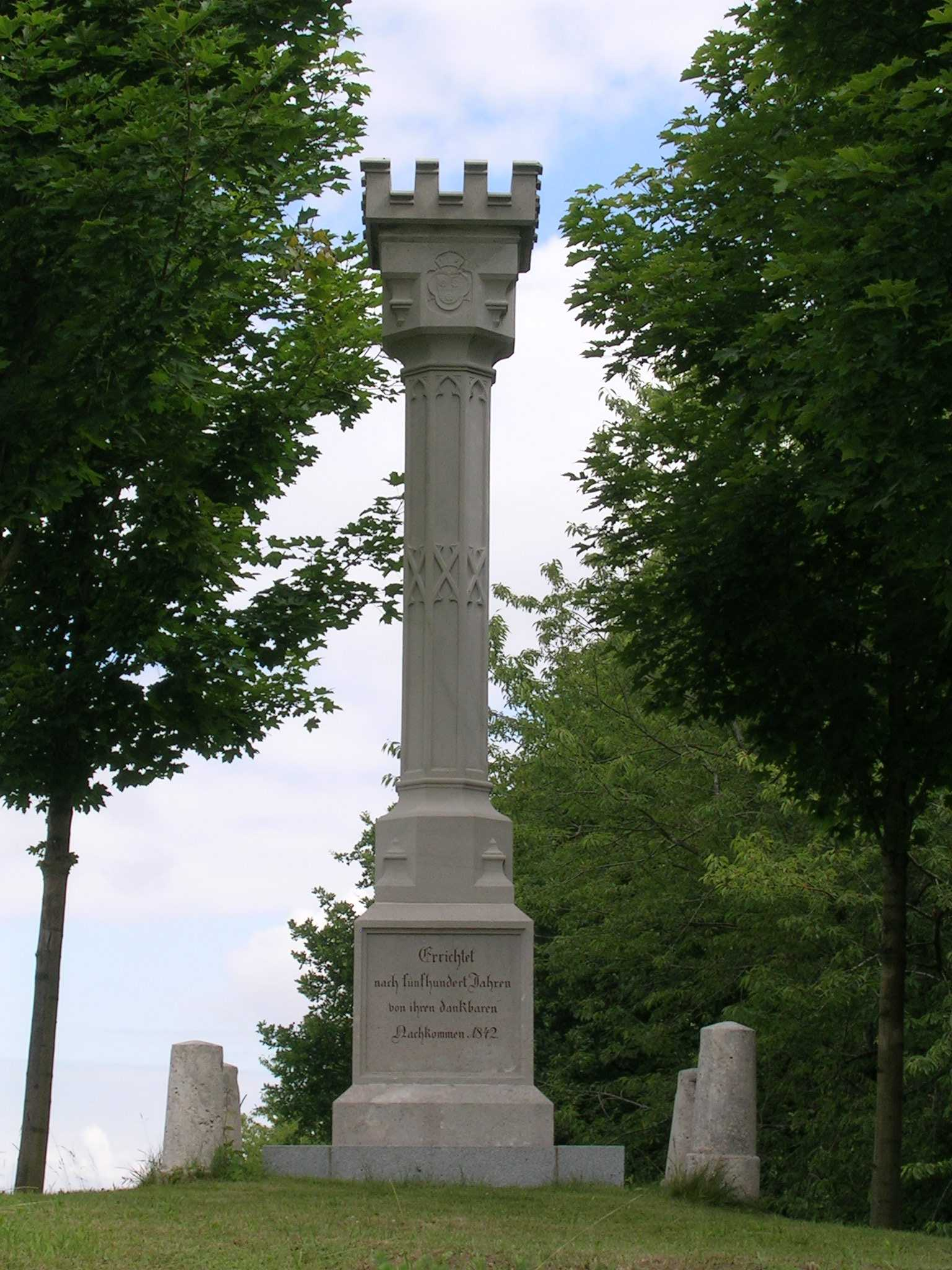
Pomnik na polu bitwy pod Gammelsdorf

Wydarzenia polityczne w 1313 roku.

## Wydarzenia
- 9 listopada Bitwa pod Gammelsdorf pomiędzy wojskami Wittelsbachów pod dowództwem księcia Ludwika IV i armią Habsburgów Fryderyka III Pięknego[1].

## Urodzili się
- 9 lutego Maria Portugalska[2].

## Zmarli
- Bolesław II mazowiecki, sojusznik Władysława Łokietka[3].
- 23 maja Konrad z Bergu, biskup Münsteru[4].
- 24 sierpnia Henryk VII Luksemburski, cesarz rzymski[5].